# Tokitsukaze (1940)
El Tokitsukaze (時津風 viento favorable?) fue un destructor de la Clase Kagerō. Sirvió en la Armada Imperial Japonesa durante la Segunda Guerra Mundial. 

## Historia
Durante los inicios de la entrada de Japón en la Segunda Guerra Mundial, entre el 12 de diciembre de 1941 y el 27 de febrero de 1942, perteneció a las fuerzas de invasión que tomaron sucesivamente Legazpi, Manado, Kendari, Ambon, Makassar, Timor y Java Oriental, en Filipinas e Indonesia.
El 10 de enero de 1943, durante una misión del Tokyo Express, el Tokitsukaze tuvo un encuentro menor con lanchas torpederas estadounidenses PT, que consiguieron dañar con un torpedo a su gemelo Hatsukaze. El encuentro acabó con el hundimiento de las PT-43 y PT-112, y el Hatsukaze remolcado por el Tokitsukaze hasta su base en las islas Shortland.
El 3 de marzo de 1943, el Tokitsukaze formaba parte de la escolta de un convoy de tropas que partió de Rabaul con destino a Lae. En la batalla del Mar de Bismarck, el convoy fue diezmado por ataques aéreos Aliados. Tras ser alcanzado y quedar deshabilitado, el destructor Yukikaze rescató a los supervivientes, dejando abandonado el pecio del Tokitsukaze, que fue definitivamente hundido por un nuevo ataque aéreo al día siguiente a 100 kilómetros al sureste de Finschhafen, Nueva Guinea, en la posición 07°15′S 148°15′E / -7.250, 148.250.